# Gyanógeregye
Gyanógeregye es un pueblo ubicado en el distrito de Szombathely, condado de Vas, Hungría.

## Superficie
Posee una superficie de 7,070 kilómetros cuadrados.

## Demografía
Hasta 2022 la población era de 148 habitantes, con una densidad de población de 20,93 habitantes por kilómetro cuadrado.